# Francis Anfray
Francis Anfray, né le 31 mars 1926 à Mortain-Bocage (Manche) et mort le 11 avril 2022 à Paris, est un archéologue français, principalement connu pour ses travaux en Éthiopie et en Érythrée sur les vestiges du royaume d'Aksoum.

## Biographie
D'abord séminariste à Paris, Francis Anfray poursuit ensuite des études à l’École biblique de Jérusalem. Il commence sa carrière archéologique en Iran, avant de s’installer en Éthiopie en 1958, où il rejoint la section d’archéologie de l’Institut éthiopien d’études et de recherches, fondée par Jean Leclant. Il contribue alors à la mise en place du musée impérial d’Addis-Abeba, situé dans l’enceinte du palais impérial. Durant cette période, il collabore avec diverses personnalités, dont la muséographe Anne Saurat et le photographe éthiopien Kebbele Bogalè, avec qui il entretient une longue amitié. Il est décoré du Prize Trust par l’empereur Hailé Sélassié Ier pour l’ensemble de ses travaux.
Entre 1959 et 1963, Francis Anfray dirige plusieurs campagnes de fouilles majeures dans le nord de l’Éthiopie, notamment sur les sites de Matâra, Yeha et Adoulis. À Matâra, il mène quatre campagnes successives, documentant de manière approfondie les vestiges de la civilisation axoumite. Ces travaux donnent lieu à plusieurs publications dans les Annales d’Éthiopie entre 1963 et 1965. Il poursuit ensuite ses recherches à Aksoum, où il fouille la villa Dongour entre 1966 et 1968. Les résultats de ces fouilles sont publiés en 1972 dans la revue Paideuma.
Après la révolution éthiopienne de 1974, Francis Anfray continue de collaborer avec les institutions locales, notamment le Center for Research and Conservation of Cultural Heritage. Ne pouvant plus travailler dans le nord du pays, il se consacre à l’inventaire archéologique du Soddo, au sud d’Addis-Abeba, aux côtés d’Éric Godet et de Kebbele Bogalè. Ses recherches dans cette région, notamment sur les sites de Gattira-Demma et Tiya, contribuent à la reconnaissance de l’importance des stèles funéraires du sud de l’Éthiopie. Il publie en 1982 un grand nombre d’articles consacrés à ces sites, dont Des milliers de stèles au cœur du Sidamo.
De 1982 à 1991, Francis Anfray enseigne à l’université d’Addis-Abeba. Il publie en 1990 Les anciens Éthiopiens (Armand Colin), un ouvrage de référence pour de nombreux étudiants francophones. De retour à Paris vers 1990, il reste une figure centrale des études éthiopiennes, ouvrant ses archives à de nombreux chercheurs. En mars 1999, en mission en Éthiopie, il découvre à Qopros les restes de structures et de mobilier appartenant à un tumulus récemment pillé. Il identifie une culture ayant des pratiques païennes jusqu'alors méconnue et qu'il nomme culture Shay. Il avait effectivement déjà identifié en 1983 la présence de ces sites sans avoir pu les fouiller. Encore en 2008, il participe à la restitution d'un obélisque éthiopien dérobé durant l'occupation italienne dans les années 1930. L'opération, dirigée par l'UNESCO, a permis de remettre à May-Hedja le monument initialement érigé au IIIe siècle.

## Travaux
L’œuvre de Francis Anfray comprend plus de quarante publications scientifiques, disponibles en grande partie sur la plateforme Persée. Son dernier ouvrage, Recherches archéologiques à Adoulis (Érythrée), paru en 2016 aux Presses Universitaires du Midi, témoigne de son attachement à la Corne de l’Afrique. Il demeure l’un des principaux contributeurs à la connaissance de l’Éthiopie antique et médiévale, tant par ses travaux de terrain que par son enseignement et ses publications.
Parmi les découvertes les plus marquantes de Francis Anfray figure la mise au jour, en 1960, de tombeaux creusés dans le rocher à Yeha, dans le Tigré. Ce site, situé à une cinquantaine de kilomètres d’Aksoum, révèle des structures funéraires datant du VIIe siècle contenant plus de 300 objets : poteries, outils de bronze, armes et figurines animales. Ces artefacts, témoins d’une culture matérielle pré-aksoumite, comprennent notamment de petits objets en bronze en forme de lettres, que l’archéologue qualifie de « marques d’identité », illustrant une maîtrise avancée de la métallurgie.
Les ruines de la villa Dongour qu'il met au jour à Aksoum est un exemple rare d’architecture axoumite, caractérisé par un corps de logis sur soubassement à gradins et des dépendances organisées autour de courettes. Cette découverte constitue une référence essentielle pour la compréhension de l’habitat urbain à l’époque du royaume d’Axoum.